# 圣克鲁斯德尔瓦列
圣克鲁斯德尔瓦列，是西班牙卡斯蒂利亚-莱昂阿维拉省的一个市镇。总面积29.62平方公里，总人口332人（2020年），人口密度11人/平方公里。